# Muslim Salikhov
Muslim Salikhov (Makhachkala, 9 de junho de 1984) é um lutador profissional de artes marciais mistas russo que atualmente compete pelo UFC na categoria dos meio-médios.

## Carreira no MMA

### Ultimate Fighting Championship
Em 19 de outubro de 2017, Salikhov foi contratado pelo UFC.
Em sua estreia na organização, Salikhov enfrentou Alex Garcia em 25 de novembro de 2017 no UFC Fight Night: Bisping vs. Gastelum. Ele perdeu por finalização no segundo round.
Salikhov enfrentou Ricky Rainey em 14 de abril de 2018 no UFC on Fox: Poirier vs. Gaethje.. Ele venceu por nocaute técnico no segundo round.
Salikhov enfrentou Nordine Taleb em 7 de setembro de 2019 no UFC 242: Khabib vs. Poirier. Ele venceu por nocaute no primeiro round. A vitória lhe rendeu seu primeiro bônus de “Performance da Noite”.
Salikhov enfrentou Laureano Staropoli em 26 de outubro de 2019 no UFC Fight Night: Maia vs. Askren. Ele venceu por decisão unânime.

## Cartel no MMA
| Cartel no MMA   |             |            |
| 20 lutas        | 18 vitórias | 2 derrotas |
| Por nocaute     | 12          | 0          |
| Por finalização | 2           | 2          |
| Por decisão     | 4           | 0          |

| Res.     | Cartel | Oponente                     | Método                                 | Evento                                                   | Data       | Round | Tempo | Local             | Notas                    |
| -------- | ------ | ---------------------------- | -------------------------------------- | -------------------------------------------------------- | ---------- | ----- | ----- | ----------------- | ------------------------ |
| Vitória  | 18-2   | Francisco Trinaldo           | Decisão (unânime)                      | UFC Fight Night: Rozenstruik vs. Sakai                   | 05/06/2021 | 3     | 5:00  | Las Vegas, Nevada |                          |
| Vitória  | 17-2   | Elizeu Zaleski dos Santos    | Decisão (dividida)                     | UFC 251: Usman vs. Masvidal                              | 11/07/2020 | 3     | 5:00  | Abu Dhabi         |                          |
| Vitória  | 16-2   | Laureano Staropoli           | Decisão (unânime)                      | UFC Fight Night: Maia vs. Askren                         | 26/10/2019 | 3     | 5:00  | Kallang           |                          |
| Vitória  | 15-2   | Nordine Taleb                | Nocaute (soco)                         | UFC 242: Khabib vs. Poirier                              | 07/09/2019 | 1     | 4:26  | Abu Dhabi         | Performance da Noite.    |
| Vitória  | 14-2   | Ricky Rainey                 | Nocaute (socos)                        | UFC on Fox: Poirier vs. Gaethje                          | 14/04/2018 | 2     | 3:56  | Glendale, Arizona |                          |
| Derrota  | 13-2   | Alex Garcia                  | Finalização (mata-leão)                | UFC Fight Night: Bisping vs. Gastelum                    | 25/11/2017 | 2     | 3:22  | Shanghai          | Estreia no UFC.          |
| Vitória  | 13-1   | Melvin Guillard              | Nocaute (chute rodado)                 | Kunlun Fight MMA 12                                      | 01/06/2017 | 1     | 1:33  | Yantai            |                          |
| Vitória  | 12-1   | Akoundou Epelet Evy Johannes | Finalização (triângulo de mão)         | International Pro Fighting Championship: YunFeg Showdown | 25/05/2017 | 1     | 3:23  | Shandong          |                          |
| Vitória  | 11-1   | Ivan Jorge                   | Nocaute (chute rodado)                 | Kunlun Fight - Cage Fight Series 6                       | 21/10/2016 | 1     | 1:04  | Yiwu              |                          |
| Vitória  | 10-1   | Gang Zhang                   | Finalização (triângulo de mão)         | Superstar Fight 3                                        | 21/05/2016 | 1     | 0:00  | Harbin            |                          |
| Vitória  | 9-1    | Artem Shokalo                | Nocaute (chute rodado)                 | Cage Fighting: Dagestan                                  | 02/04/2016 | 1     | 2:31  | Makhachkala       |                          |
| Vitória  | 8-1    | Kurbanjiang Tuluosibake      | Nocaute Técnico (chute rodado e socos) | Bullets Fly Fighting Championship 3                      | 16/01/2016 | 1     | 0:18  | Hebei             |                          |
| Vitória  | 7-1    | Tsuyoshi Yamashita           | Nocaute (socos)                        | W.I.N. Fighting Championship                             | 18/07/2015 | 1     | N/A   | Guangdong         |                          |
| Vitória  | 6-1    | Gele Qing                    | Nocaute (socos)                        | CKF World Federation: Zhong Wu Ultimate Fighting         | 18/04/2015 | 1     | 3:50  | Pequim            |                          |
| Vitória  | 5-1    | Victor Sckoteski             | Nocaute Técnico (socos)                | M-1 Challenge 53: Battle in the Celestial Empire         | 25/11/2014 | 1     | 4:27  | Pequim            |                          |
| Vitória  | 4-1    | Filip Kotarlic               | Nocaute (soco)                         | M-1 Global: M-1 Challenge 44                             | 30/11/2013 | 1     | 3:05  | Tula              | Estreia nos Meio-Médios. |
| Vitória  | 3-1    | Deyan Topalski               | Decisão (unânime)                      | M-1 Challenge 38: Spring Battle                          | 09/04/2013 | 3     | 5:00  | São Petersburgo   |                          |
| Derrota  | 2-1    | Kris Hocum                   | Finalização (mata-leão)                | Beirut Elite Fighting Championship: First Blood          | 15/12/2012 | 1     | 1:40  | Beirute           |                          |
| Vitória  | 2-0    | Dankao Sakda                 | Nocaute (soco)                         | Top of the Forbidden City 4                              | 19/08/2011 | 1     | 6:56  | Pequim            |                          |
| Vitórias | 1-0    | Wang Hong Tao                | Nocaute Técnico (lesão)                | Top of the Forbidden City 2                              | 22/07/2011 | 1     | 0:51  | Pequim            |                          |